# Emirado Danismêndida
O Emirado Danismêndida, também conhecido como Beilhique Danismêndida (em turco: Dânişmendliler Beyliği), foi um estado islâmico no norte da Capadócia, na Anatólia, fundado por Danismende Gazi no último quarto do século XI e que existiu até 1178, quando o último emir, Naceradim Maomé (r. 1075–1078), foi derrotado e o emirado conquistado pelo Sultanato de Rum dos turcos seljúcidas. Teve como capital Sivas e depois Neocesareia.